# Tomb
Tomb (eller Tom) är en tätort och kyrkby i Råde kommun i Østfold fylke i sydöstra Norge. Orten ligger där fylkesväg 116 möter fylkesväg 349, mellan tätorterna Karlshus och Spetalen. Här finns Tombs kyrka.